# Valotti temperatur
Valotti benyttes ofte for spil af musik fra barokken på et tasteinstrument, som for eksempel orgel eller cembalo. Stemningen benytter seks rene kvinter og seks forstemte (tempererede) kvinter.
Det grundlæggende problem er, at oktaven ikke kan stemmes ren hvis alle kvinter stemmes helt rene. I den ligesvævende temperatur er alle kvinter stemt ens, hvorved et musikstykke kan spilles i enhver toneart med samme kvalitet af harmonierne. Ved Valotti vil tonearter med få fortegn lyde bedre end tonearter med mange fortegn, men i modsætning til eksempelvis middeltone er der ingen uanvendelige tonearter og der er ingen ulv.
Det er almindeligt at stemme seks kvinter i en kæde omkring C lidt mindre end rene, hvorimod den resterende kæde på seks kvinter stemmes helt rene. For tonearter med ingen eller få fortegn er de store tertser bedre end ved den ligesvævende temperatur, mens tonearter med cirka seks fortegn har store tertser, der er mere forstemte end ved den ligesvævende temperatur.
 Der er for få eller ingen kildehenvisninger i denne artikel, hvilket er et problem. Du kan hjælpe ved at angive troværdige kilder til de påstande, som fremføres i artiklen.